# Gabriele Juen (Politikerin)
Gabriele Juen (* 8. März 1963 in Schruns, geborene Gabriele Wurzel) ist eine österreichische Politikerin (ÖVP). Juen war von 2007 bis 2009 Abgeordnete zum Vorarlberger Landtag.

## Leben
Juen ist die Tochter des Maschinenschlossers Klaus Wurzel (1937–2009) und dessen Ehefrau Anneliese (* 1928). Sie besuchte die Hauptschule in Gortipohl, einem Ortsteil der Vorarlberger Gemeinde St. Gallenkirch, und das Gymnasium in Feldkirch, wo sie 1981 maturierte, bevor sie den Beruf der Einzelhandelskauffrau erlernte.
1983 heiratete sie Elmar Juen (1947–2008), aus der Ehe gingen zwei Söhne hervor. Juen lebt in St. Gallenkirch.

## Politik
Anfang der 1990er Jahre engagierte sich Juen in der Gemeindevertretung und war in der Folge auch als Regionsprecherin des Frauennetzwerkes Montafon tätig. Nach dem Rückzug von Adolf Concin wurde Juen am 11. April 2007 als Abgeordnete des Wahlbezirks Bludenz im 28. Vorarlberger Landtag angelobt. In dieser Funktion war sie innerhalb des ÖVP-Landtagsklubs als Bereichssprecherin für Ehrenamt und Vereinswesen, Musikschulwesen und Entwicklungszusammenarbeit tätig.
Bei der Landtagswahl am 20. September 2009 trat Juen in weiterer Folge nicht mehr an. Sie schied mit der Angelobung der Abgeordneten der 29. Legislaturperiode zum 14. Oktober 2009 aus dem Landtag aus.